# Jis
JIS es el nombre artístico de José Ignacio Solórzano Pérez, monero, artista gráfico y caricaturista mexicano, nacido en Guadalajara, Jalisco, en 1963.

## Datos biográficos
Es hijo del célebre y prestigioso paleontólogo tapatío Federico A. Solórzano Barreto, cuyo nombre ostenta el Museo De Antropología de Guadalajara.
Con apenas dieciséis años, creó Los Manuscritos Del Fongus, una serie de tiras cómicas de humor filosófico. En 1981, por invitación del caricaturista Magú. comenzó a publicar en el suplemento gráfico Másomenos del diario Unomásuno. 
Dejó a un lado la carrera de Ciencias de la Comunicación en el Instituto Tecnológico y de Estudios Superiores de Occidente (ITESO), en donde conocería a Trino Camacho, con quien ha creado una prolífica sociedad creativa, que se ha mantenido a lo largo de los años. 

## Carrera artística
Junto con Trino, Manuel Falcón y otros artistas gráficos como José Antonio Baz (Jabaz), en los años 90 crearon publicaciones gráficas como Galimatías o La Mamá Del Abulón, en donde llegaron a participar personajes como Julio Haro, Guillermo del Toro, Paco Navarrete, Erandini y otros artistas de esa generación.
En colaboración con Trino, es cocreador de la famosa tira El Santos, obra mítica de la caricatura mexicana, que se publicó en el diario La Jornada y fue llevada al cine en el año 2012 con el título de El Santos Vs. La Tetona Mendoza, además de otras obras como La Chora Interminable (Sexto Piso, 2013) y Asuntos Moneros 1 y 2 (Sexto Piso). También realizaron la ilustración del célebre disco “No Me Hallo”, de la banda de culto tapatía El Personal.
En solitario, ha dibujado y escrito obras como Sepa La Bola (Grijalbo, 1996), Los Gatos No Existen (Cats Don’t Exist, 2004), Mucho Cerdo Sabroso (Ediciones B, 2005), Paso Sin Ver (Sexto Piso, 2006), Diario (Sexto Piso, 2008), Verbos Para Comenzar (Sexto Piso, 2012), Luna de Gatos (Pollo Blanco, 2014), Sexo: A Eso Sabe La Reina (Sexto Piso, 2016), y cuatro volúmenes de la serie de cartones Otro Día (Ediciones B, 2002, 2004, 2004 y 2005), además de colaborar en numerosas publicaciones. Junto con Ari Volovich, colaboró en el libro Blasfemias Ilustradas (Tusquets, 2011). Ha tenido numerosas exposiciones en museos y galerías y su gráfica decora los pasillos del Hotel Encore en Guadalajara. 
Su gusto sibarita lo llevó a emprender con el café-galería-gourmet Miño Imperial. Ávido explorador de las redes sociales, junto con Mauricio Lara es fundador del proyecto Que Te Folle Un Pez, en el que realizan caminatas matutinas por diferentes lugares y rincones de la ciudad. Y próximamente, su vida y obra serán revisadas en un documental que se encuentra en producción.
Actualmente publica semanalmente en la Gaceta de la Universidad de Guadalajara, sigue realizando con Trino el programa de radio semanal La Chora Interminable, transmitido por Radio Universidad de Guadalajara, y desde 2021 en televisión en La Chora TV, en el Canal 44 de Guadalajara y el Canal 22 de la Ciudad de México.

## Otro Día
Dentro de la obra de Jis, se destaca la colección Otro Día, una serie de ilustraciones de un solo cuadro que van formando una tira eterna. Comenzó a dibujarla en 1998, como una especie de misión por capturar cada día de forma disciplinada por lo menos un momento o una idea y transformarlo en un dibujo, un cartón o unos monos.
Esta serie de cartones nos permite asomarnos a pensamientos íntimos, variados y aleatorios sin censura alguna. Con un estilo único e inimitable, invita a quien lo ve a conectarse con su pensamiento y con su línea gráfica y explora asuntos reales e imaginarios con su particular mirada. Cada cuadro tiene una pequeña o gran fibra filosófica que no depende de un punchline, la escena en sí es el mensaje y no hay necesidad de explicarlo, formando un universo propio y haciendo de cada cuadro una aventura impredecible.
En total, Jis dibujó más de 5,500 cartones de Otro Día, que se publicaron en los diarios Siglo 21, Público y Milenio. Algunos han sido recopilados e impresos por Ediciones B en cuatro volúmenes: Otro Día Vol. 1 (2002), Vol. 2 (2004), Vol. 3 (2004) y Vol. 4 (2005). La serie dejó de publicarse el 10 de enero de 2021, cuando terminó su relación con Milenio. En 2020, volvieron a cobrar vida a través de la colección de productos oficiales OtroDía.mx.

## Estilo
Jis no es estilista, no le importa conservar una tendencia; lo único que le interesa es conectarse con una línea de pensamiento en particular, y explora sin duda cada uno de sus pensamientos, desde los más escatológicos, los profundos, intrincados y complejos, hasta los simplones, ralos y filosóficamente triviales.
Entre sus influencias se cuentan Robert Crumb, Saul Steinberg y Bernie Kliban, aderezado con música de Mr. Bungle.
Su estilo sugiere e invita al lector a ponerse en contacto con pensamientos lúgubres, negros, escatológicos o de humor simplista, con trazos no elaborados, a veces pareciera que no son ensayados. Cada tira o cuadro siempre tiene la particularidad de tener una fibra filosófica subyacente, de tal manera que se puede explorar a través de sus episodios de locura y sensatez alternadas.

De él, dijo el escritor Carlos Monsiváis en el prólogo de Los Manuscritos del Fongus:
"Jis, como firma el susodicho, no es propiamente hablando un caricaturista ni un dibujante satírico, ni un humorista (aunque haya sátira y sentido del humor en su trabajo). Más bien, o exactamente, Jis es un fabulista."
Por su parte, el periodista Diego Petersen escribió en el primer volumen recopilatorio de Otro Día:
"Reflexiona día a día sobre los temas más pequeños y más delicados de la vida urbana. El sexo, la pareja, la convivencia con los animales, la educación (o lo que sea eso que los padres transmitimos a los hijos), el baile y la música, son la excusa para plantear una forma distinta de ver la vida."
El novelista y artista gráfico Bernardo Fernández, BEF, escribió en su artículo "Jis Es Dios", publicado en la revista Letras Libres:
"Este es el Jis quintaesencial. Viñetas individuales que contienen universos enteros que se adivinan mucho más grandes de lo que abarca el ojo del observador. Jis es un constructor de mundos fantásticos enraizados en lo cotidiano" (...)

"Autor clave de la gráfica contemporánea, es un nexo entre la caricatura y el arte conceptual. Al mismo tiempo, es un autor de vocación mística/espiritual en el más mundano y desmadroso de los sentidos".
A partir de 2022, se ha apartado de las tiras cómicas y la gráfica figurativa para ensayar con dibujos en un estilo más libre y abstracto, que se plasman en fotografías de sus apuntes en libretas, en composiciones con piedras u otros objetos.

## Obra publicada

### En solitario
- Los Manuscritos del Fongus (Alias Editorial, 1983)
- Sepa la bola (Ediciones B, 2003; Sexto Piso, 2012)
- Otro Día Vol. 1 (Ediciones B, 2002)
- Otro Día Vol. 2 (Ediciones B, 2004)
- Otro Día Vol. 3 (Ediciones B, 2004)
- Otro Día Vol. 4 (Ediciones B, 2005)
- Mucho cerdo sabroso (y puerquita sexy) (Ediciones B, 2005)
- Paso sin ver (Sexto Piso, 2006)
- Diario (Sexto Piso, 2008)
- Verbos Para Comenzar (Sexto Piso, 2012)
- Luna de Gatos (Pollo Blanco, 2014)
- Sexo: A Eso Sabe La Reina (Sexto Piso, 2016)

### ConTrino
- La Mamá del Abulón (Grijalbo, 1998)
- El Santos: La colección (Tusquets, 2007)
- Asuntos Moneros. Cartas 1997-2009 (Sexto Piso, 2009)
- Asuntos Moneros 2. Manual de golosinas (Sexto Piso, 2012)
- La Chora Interminable (Sexto Piso, 2013)